# باربرا ستيفنز (صحفية)
باربرا ستيفنز (بالإنجليزية: Barbara Stephens)‏ هي صحفية أمريكية، ولدت في 30 أغسطس 1922 في يونكيرس في الولايات المتحدة، وتوفيت في 31 يوليو 1947.